# 王会凤
王会凤（1968年—），中国天津人，著名女子击剑运动员，专攻花剑。
王会凤成名於1990年亚洲运动会，當時她和蕭愛華等人奪得女子花劍團體冠軍。在1992年夏季奥林匹克运动会上，王会凤杀入女子花剑决赛，但由于裁判有争议的判罚以一剑之差负于意大利名将乔万纳·特里利尼，仅获得一枚银牌。1998年亚洲运动会之後，王会凤退役后执教于天津击剑队，2002年赴美国执教于洛杉矶国际击剑中心，2007年转任拉斯韦加斯红岩击剑中心总教练。现在马萨诸塞州沃尔瑟姆的Gold Fencing Club （页面存档备份，存于）执教。